# 霍馬斯區
霍馬斯區（英語：Khomas Region）是納米比亞的一個區，位於該國中部。面積約36,805平方公里，2001年人口250,262人。首府溫得和克也是國家的首都。下分9分區。